# Sim Hae-in
Sim Hae-in (født 31. oktober 1987) er en sydkoreansk håndboldspiller, som spiller for Busan og Sydkoreas kvindehåndboldlandshold.
Hun deltog under Sommer-OL 2012 i London.
Hun repræsenterede ligeledes Sydkorea ved kvindernes håndboldturnering under Sommer-OL 2020 i Tokyo.
Hun var også med til at vinde guld ved Asienmesterskabet i 2018 i Japan, efter finalesejr over Japan, med cifrene 30-25.